# Contexto da Guerra Russo-Georgiana

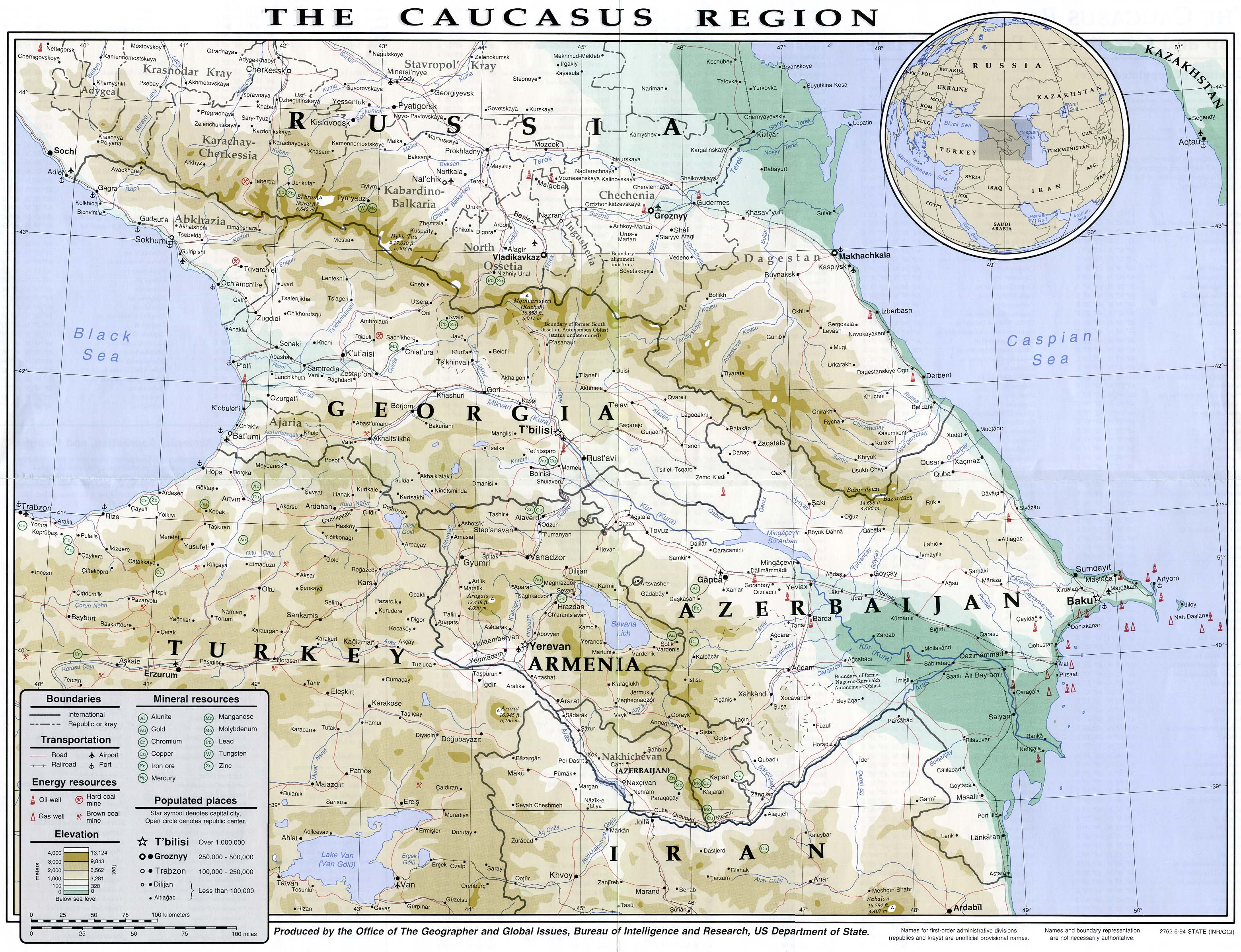
Mapa detalhado da região do Cáucaso (1994), incluindo locais de recursos energéticos e minerais economicamente importantes: a Ossétia do Sul possui reservas de chumbo e zinco, a Abecásia possui carvão, e a Geórgia possui petróleo, ouro, cobre, manganês e carvão.

Este artigo descreve o contexto da Guerra Russo-Georgiana.

### Geórgia
A Geórgia ocidental foi incluída no Reino da Abecásia no século IX. Kutaisi foi adotada como a capital do reino abecásio e a língua georgiana rapidamente tornou-se dominante no reino. No século X d.C., a Geórgia emerge pela primeira vez como um conceito étnico nos territórios onde a língua georgiana era usada para realizar o serviço religioso cristão. Adotando uma política expansionista, o reino abecásio ampliou o seu domínio para leste e, através de alianças matrimoniais, acabou por se fundir com o Reino da Geórgia numa única entidade. A inclusão e posterior adoção do Emirado de Tbilisi como capital da Geórgia em 1122 marcou o auge da unificação georgiana. Após as invasões mongóis na região, o Reino da Geórgia acabou por dividir-se em vários principados. No século XIX, o Império Russo gradualmente tomou posse das terras georgianas e incorporou-as nas Gubernia de Tiblíssi (Geórgia oriental) e Gubernia de Kutaisi (Geórgia ocidental, incluindo a Abecásia). A russificação dos georgianos não foi muito bem sucedida: os russos não permitiram a formação de uma nacionalidade georgiana, fragmentando o seu povo em vários subgrupos étnicos. Após a revolução russa, a Geórgia declarou a sua independência em 26 de maio de 1918. A constituição georgiana concedeu autonomia à Abecásia. Durante o período de independência da Geórgia, entre 1918 e 1921, o país não conseguiu integrar plenamente a Abecásia.:66 Embora a independência da Geórgia tenha sido reconhecida pela Rússia em maio de 1920, os bolcheviques russos invadiram a Geórgia independente em 1921.
A Geórgia soviética incluía três entidades autónomas: Abecásia, Adjara e Ossétia do Sul. A única distinção religiosa estava em Adjara, devido à presença de adjarianos muçulmanos. Uma língua comum, entre outros traços partilhados entre adjarianos e georgianos, evitou tensões significativas entre Tbilisi (capital da Geórgia) e Batumi (capital de Adjara). Embora a cristandade ortodoxa fosse comum entre os distintos grupos étnicos dos ossetas do sul e abecásios, surgiram conflitos acentuados entre o governo central de Tiblíssi e estas entidades autónomas. A Abecásia e a Ossétia do Sul receberam de Joseph Stalin o direito hipotético de se separarem da república da união, e esta "bomba-relógio" foi utilizada contra a Geórgia em 1991. A autodeterminação étnica e a formação de um Estado nunca foram objetivos de Adjara.

## Conflito georgiano-osseta

### Chegada dos ossetas ao Transcaucaso

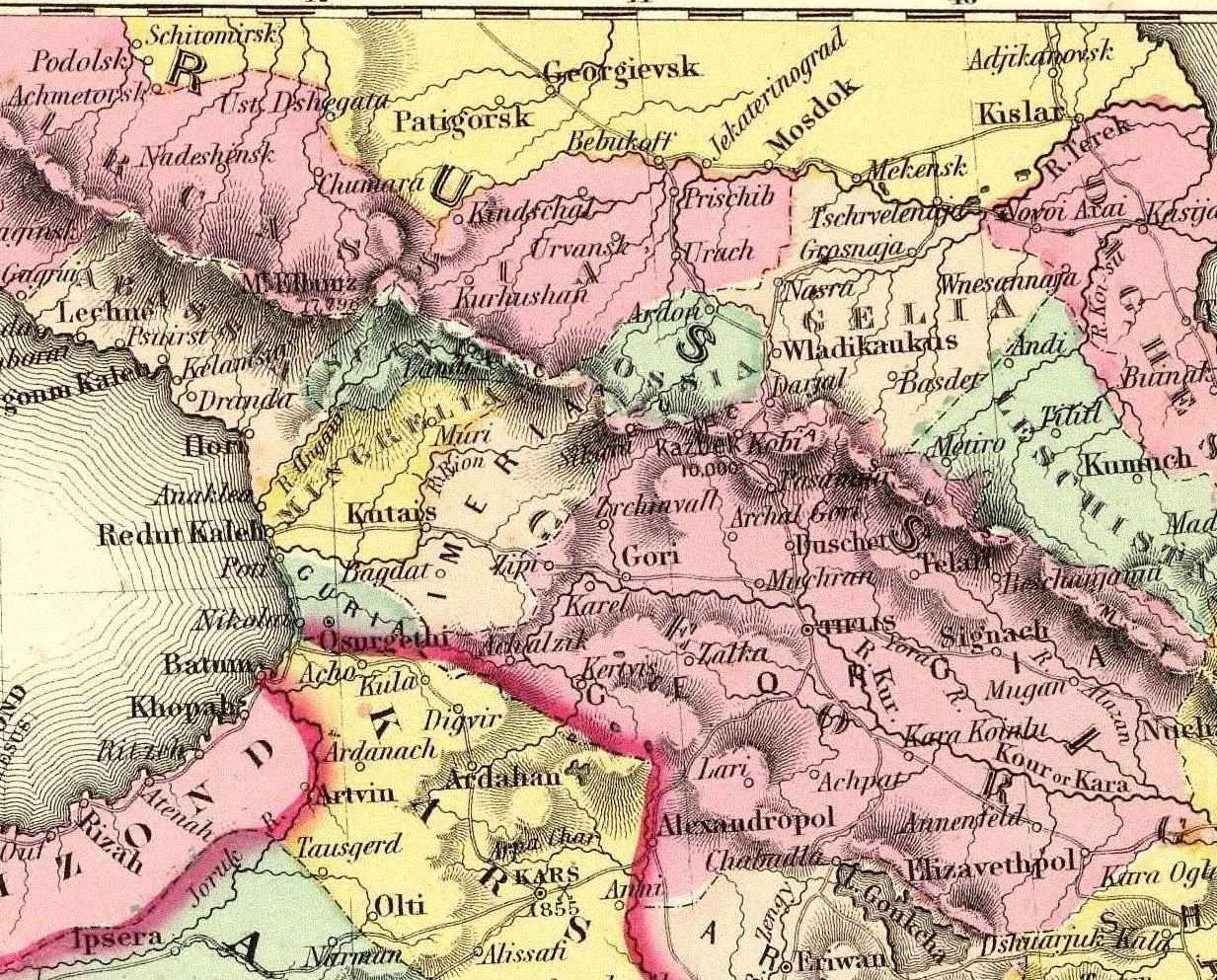
Fragmento do mapa de 1856 de J. H. Colton, mostrando o território da moderna Ossétia do Sul dentro da Geórgia e Imerícia. A moderna Ossétia do Norte corresponde a "Ossia" (Ossétia) no Cáucaso do Norte. A Ossétia tornou-se parte da RSSA das Montanhas em 1921 e foi renomeada como Ossétia do Norte apenas em 1924.

Criação do OA da Ossétia do Sul em 1922.

Os ossetas são um grupo étnico indo-europeu descendente dos alanos, uma das tribos sármatas, que falam a língua osseta, uma língua iraniana semelhante à língua pachto falada no Afeganistão. Os ossetas são indígenas da Ossétia do Norte, localizada no Cáucaso do Norte. A data da chegada dos ossetas ao Transcaucaso é controversa. De acordo com uma teoria recente, migraram para lá durante os séculos XIII e XIV d.C., após as invasões mongóis e de Tamerlão. Outra teoria sugere que a migração osseta para a Geórgia central começou no século XVII com a permissão das autoridades georgianas. Os ossetas viveram pacificamente ao lado dos georgianos durante séculos.
Quando os ossetas entraram em contacto com a Rússia czarista, a geografia e a fé contribuíram para uma postura pró-russa do povo osseta. Muitos ossetas serviram no exército russo tanto durante o período czarista como no período soviético e há o orgulho generalizado de terem produzido mais heróis da União Soviética por habitante do que qualquer outro povo soviético.

### Conflito de 1918-1920 e o período soviético
Em 1918, o conflito começou entre os camponeses ossetas sem terra que viviam em Shida Kartli, influenciados pelo bolchevismo e que exigiam a posse das terras que trabalhavam, e a nobreza georgiana étnica apoiada pelo governo menchevique, que era a proprietária legal. Embora os ossetas inicialmente estivessem descontentes com a postura económica das autoridades de Tbilisi, a tensão rapidamente degenerou num conflito étnico. A primeira rebelião osseta começou em fevereiro de 1918, quando três príncipes georgianos foram mortos e suas terras foram ocupadas pelos ossetas. O governo central de Tiflis retaliou enviando a Guarda Nacional para a área, mas a unidade georgiana recuou após o confronto. Os insurgentes ossetas então ocuparam a cidade de Tskhinvali e começaram a atacar os georgianos nativos. Durante os levantes de 1919 e 1920, os ossetas foram apoiados secretamente pela Rússia Soviética, mas ainda assim foram derrotados. Os bolcheviques terão pretendido subjugar a Geórgia incitando tensões étnicas. A alegação de 5 000 mortes ossetas no conflito de 1920 é considerada exagerada.
A República Democrática da Geórgia foi invadida pelo Exército Vermelho em 1921, instalando-se um governo soviético. O Exército Vermelho recebeu apoio dos ossetas. A invasão soviética permitiu que os camponeses ossetas, que habitavam terras feudais georgianas, assegurassem o território reivindicado. Em abril de 1922, o governo da República Socialista Soviética da Geórgia criou o Oblast Autónomo da Ossétia do Sul como uma unidade administrativa autónoma para os ossetas transcaucasianos, sob pressão do Kavbiuro (o Bureau do Cáucaso do Comitê Central do Partido Comunista Russo).
Historiadores como Stephen F. Jones, Emil Souleimanov e Arsène Saparov argumentam que os bolcheviques concederam essa autonomia aos ossetas em troca de ajuda contra a República Democrática da Geórgia, já que a área nunca havia sido uma entidade separada antes da invasão russa. A delimitação das fronteiras administrativas foi complexa, incluindo partes dos Uyezd de Gori e Uyezd de Dusheti da Gubernia de Tíflis e do Uyezd de Racha da Gubernia de Cutáissi, todos historicamente territórios georgianos. Muitas aldeias georgianas foram incorporadas no oblast, apesar dos protestos da população georgiana. Embora Tskhinvali não tivesse maioria osseta, foi designada como capital da Ossétia do Sul.
Antes de 1924, a Ossétia do Norte também não possuía autonomia política. Em 1925, a Ossétia do Sul solicitou a união com a Ossétia do Norte, mas o pedido foi negado. Durante o período soviético, houve migração osseta para Tskhinvali, facilitada pela abertura do Túnel de Roki em 1985, ligando as duas regiões.
Durante o domínio soviético, georgianos e ossetas não se enfrentaram em conflitos. As vilas georgianas e ossetas estavam misturadas. Cerca de 65 000 viviam na Ossétia do Sul enquanto outros 100 000 ossetas habitavam a Geórgia propriamente dita.
Os ossetas na Geórgia demonstravam maior domínio do idioma georgiano do que outras minorias étnicas. Já na Ossétia do Sul, os georgianos constituíam uma minoria de cerca 28 500 habitantes num total de 98 500 em 1989.

### Dissolução da União Soviética e a guerra de 1991-1992
O nacionalismo na Geórgia soviética ganhou força em 1989 com o enfraquecimento da União Soviética. O Kremlin apoiou o nacionalismo ossétio do sul como uma estratégia para conter o movimento de independência da Geórgia, com o KGB a fomentar as tensões étnicas. Em 1988, ativistas da Ossétia do Sul fundaram a Frente Popular da Ossétia do Sul (Adamon Nykhas).
Em 10 de novembro de 1989, o Soviete Supremo da Geórgia foi solicitado pelo conselho regional da Ossétia do Sul a elevar a região ao status de República Socialista Soviética Autônoma. A resolução das autoridades sul-ossétias para criar a RSSA da Ossétia do Sul intensificou o conflito, e o Soviete Supremo da Geórgia anulou o decreto em 11 de novembro de 1989. O Primeiro Secretário do Partido na região foi removido de seu cargo. Em 23 de novembro de 1989, uma marcha de civis georgianos em direção a Tskhinvali foi organizada, mas foi detida na entrada da cidade por ossétios e tropas soviéticas, resultando em vítimas.
No verão de 1990, o Soviete Supremo da Geórgia aprovou uma lei contra partidos regionais, e os ossétios do sul responderam com uma declaração de soberania como parte da União Soviética, em 20 de setembro de 1990. As eleições parlamentares de outubro de 1990 foram vencidas pelo bloco "Mesa Redonda", liderado por Zviad Gamsakhurdia, mas os ossétios do sul ignoraram o pleito georgiano, promovendo suas próprias eleições em dezembro. Em 11 de dezembro de 1990, o Soviete Supremo da Geórgia anulou a autonomia da Ossétia do Sul como resposta às tentativas de secessão.
Quando o parlamento da Geórgia emitiu um decreto proclamando estado de emergência no território do antigo Oblast Autónomo da Ossétia do Sul em 12 de dezembro de 1990 em resposta aos conflitos, tanto tropas internas georgianas quanto russas foram enviadas para a região. O cargo de presidente da Câmara de Tskhinvali foi atribuído ao comandante da polícia georgiana. A Guarda Nacional da Geórgia foi legalmente estabelecida no início de janeiro de 1991. Um conflito militar eclodiu entre a Geórgia e separatistas da Ossétia do Sul em janeiro de 1991. Mikhail Gorbachev, líder da União Soviética, anulou as decisões dos Supremos Sovietes da Ossétia do Sul e da Geórgia em relação ao status da Ossétia do Sul em janeiro de 1991. Embora a Ossétia do Sul fosse parte da Geórgia durante a declaração de independência da Geórgia em abril de 1991, decidiu separar-se em 21 de dezembro de 1991. Um referendo para se unir à Rússia foi realizado em janeiro de 1992, no qual nenhum residente georgiano da Ossétia do Sul votou.
Na primavera de 1992, os separatistas da Ossétia do Sul foram apoiados por unidades militares soviéticas controladas pela Rússia. O apoio militar russo aos ossetas do sul visava, possivelmente, consolidar sua posição no Cáucaso do Sul. Os combates concentraram-se em torno de Tskhinvali e na estrada que levava à Ossétia do Norte. Muitas aldeias georgianas e ossetas na região foram destruídas em consequência das hostilidades armadas. Em junho de 1992, a possibilidade de uma guerra total entre a Rússia e a Geórgia aumentou, à medida que as autoridades russas prometeram bombardear a capital georgiana, Tbilissi, em apoio aos separatistas ossetas do sul. A Geórgia aceitou um acordo de cessar-fogo em 24 de junho de 1992 para evitar a escalada do conflito com a Rússia. O acordo encerrou as hostilidades. As estimativas de mortes nessa guerra giram em torno de 1 000 pessoas. Cerca de 100 000 ossetas deixaram a Geórgia propriamente dita e a Ossétia do Sul. 23 000 georgianos deixaram a Ossétia do Sul. No entanto, o status político da Ossétia do Sul não foi resolvido pelo acordo de cessar-fogo. Uma Comissão de Controlo Conjunto para Resolução de Conflitos Georgiano-Osseta e uma força de manutenção da paz composta por tropas russas, georgianas e ossetas foram estabelecidas. A Zona de Conflito foi definida como uma área dentro de um raio de 15 km de Tskhinvali onde a força de manutenção da paz estava ativa. A unidade de manutenção da paz da Ossétia do Norte incluía forças de paz da Ossétia do Sul. O arranjo, no qual a Geórgia tinha que lidar com três lados rivais, foi desfavorável para o país. O Conselho Supremo da Ossétia do Sul aprovou uma resolução sobre a independência da Geórgia e adesão à Rússia em 19 de novembro de 1992.
Tskhinvali foi abandonada por muitos residentes georgianos. Algumas áreas predominantemente georgianas do antigo Oblast Autónomo da Ossétia do Sul permaneceram sob controlo georgiano. As autoridades separatistas de Tskhinvali da autoproclamada República da Ossétia do Sul controlavam um terço do território antes da guerra de 2008. Os separatistas controlavam os distritos de Tskhinvali, Java, Znaur e partes do Município de Akhalgori, enquanto os georgianos administravam o restante de Akhalgori e as vilas georgianas no distrito de Tskhinvali. Segundo uma fonte, os georgianos controlavam um terço da Ossétia do Sul desde a guerra de 1991-1992.

## Conflito georgiano-abecásio

### A Abecásia durante a era Soviética
Os abecásios são um grupo étnico relacionado aos grupos circássios do norte do Cáucaso. Historicamente, o modo de vida e a cultura política dos abecásios estavam intimamente relacionados à Geórgia. Após a anexação da Abecásia pela Rússia no século XIX, o russo tornou-se a segunda língua do povo abecásio em vez do georgiano. A consequente promoção do idioma russo durante o período soviético contribuíram para o afastamento entre os povos abecásio e georgiano. Após a Revolução Russa de 1917, a Abecásia alternou entre o controle bolchevique e menchevique antes de finalmente ser conquistada pelo Exército Vermelho controlado pelos bolcheviques em 1921. Em 1922, os bolcheviques concordaram em designar a Abecásia como uma "república de tratado" dentro da República Socialista Federativa Soviética Transcaucasiana, concedendo à região considerável autonomia. No entanto, em 1931, a Abecásia foi rebaixada ao estatuto de república autónoma integrada na Geórgia. Após 1936, uma severa política de georgianização, aparentemente por capricho de Joseph Stalin, foi promulgada. A maioria dos cargos políticos foi dada aos georgianos, e seguiu-se uma imigração em massa de povos não abecásios, diluindo a comunidade abecásia para uns magros 18% da população total da Abecásia em 1939.
Embora os abecásios considerassem a transferência da Abecásia para a Geórgia Soviética em 1931 como um ato censurável, a degradação do status da RSS da Abecásia não foi um caso isolado, já que o status de RSS era concedido apenas a grupos de grande proeminência, de acordo com a política de nacionalidades soviética. A Rússia via a preservação do status de RSS da Abecásia como uma possível ameaça para si mesma, principalmente devido ao status das nações do Norte do Cáucaso. Embora os abecásios acreditassem que Estaline tivesse rebaixado o status da Abecásia em 1931 por causa da sua origem étnica, a Abecásia tinha-se tornado uma república soviética soberana em 1921 devido ao papel desempenhado por Estaline. Esta percepção por parte dos abecásios, que depois se estendeu a Lavrentiy Beria, também de origem georgiana não era, porém, compartilhada por grande parte dos nacionalistas georgianos que considerava Estaline como um imperialista russo.
A relativa riqueza da Abecásia permitiu ao povo abecásio obter consideráveis concessões do governo soviético. Embora os soviéticos repetidamente se tenham recusado a conceder à Abecásia a separação da Geórgia, concederam-lhes maior autonomia e créditos económicos para melhorar as suas infraestruturas. Durante a década de 1970 os abecásios ganharam controle crescente da administração da Abecásia, enquanto o controle dos georgianos diminuía. Na década de 1980, os abecásios ocupavam 67% dos cargos ministeriais do governo e 71% dos cargos de chefia do comité do oblast. Considerando que a minoria abecásia dentro da Abecásia tinha caído para apenas 17,9% em 1989, isso indicaria que os abecásios detinham uma parcela desproporcional da administração de alto nível.
A crescente proeminência do povo abecásio não foi bem aceite pelos georgianos que viviam na Abecásia, que se sentiam, desta forma, discriminados. Essa divisão precipitou as chamadas "batalhas étnicas" das décadas de 1970 e 1980, que, embora travadas entre diferentes grupos étnicos, eram em grande parte de natureza económica. Os abecásios viam os georgianos como potenciais desertores da União Soviética, enquanto os georgianos criticavam os abecásios por apoiarem a União Soviética. Os outros grupos étnicos que viviam na Abecásia tendiam a preferir a manutenção do status quo, e assim, tacitamente, apoiavam as facções abecásias.

### Dissolução da União Soviética e a Guerra de 1992-1993
As tensões aumentaram em 1989 quando, numa reunião de abecásios étnicos na aldeia de Lykhny, foi solicitado que a Abecásia se separasse da Geórgia e se juntasse à Rússia. O movimento pró-georgiano liderado por Gamsakhurdia respondeu com contra-manifestações, e a região tornou-se fragmentada devido a ligações étnicas, o que levou a confrontos mortais. A 25 de agosto de 1990, a Abecásia foi declarada um estado da união da URSS pelo Soviete Supremo da Abecásia. Vladislav Ardzinba tornou-se presidente do Soviete Supremo da Abecásia em dezembro de 1990. A nomeação de Ardzinba foi sancionada pelo líder da Geórgia, Gamsakhurdia. Os abecásios, tal como os ossetas do sul, apoiavam fortemente a continuidade da União Soviética e desconfiavam das autoridades georgianas; 99% dos abecásios que participaram no referendo de março de 1991 votaram pela manutenção da União Soviética. Em resposta à retórica anti-soviética de Gamsakhurdia em março de 1991, Ardzinba solicitou o destacamento de um batalhão aerotransportado russo em Sucumi. Após a tentativa de golpe de agosto de 1991, Zviad Gamsakhurdia chegou a um acordo com a comunidade abecásia sobre a nova estrutura do órgão legislativo de 65 assentos da Abecásia, atribuindo 28 mandatos à minoria abecásia e apenas 26 assentos à comunidade georgiana, mais numerosa. Após as eleições de setembro de 1991, a maioria dos 11 representantes de outras etnias da Abecásia juntou-se ao campo abecásio.
O derrube de Gamsakhurdia e o alastramento da guerra civil georgiana para a Abecásia contribuíram para a escalada de tensões entre Sucumi e Tiblíssi. Em março de 1992, Eduard Shevardnadze substituiu Gamsakhurdia após a sua deposição como líder da Geórgia. Os parlamentares georgianos na Abecásia estabeleceram os seus próprios órgãos na região em maio de 1992. Em junho de 1992, o líder abecásio Ardzinba propôs formar uma federação ou confederação com a Geórgia. Os parlamentares abecásios adotaram a Constituição de 1925 em julho de 1992 e procuraram rever o estatuto da Abecásia, o que gerou uma crise. Contudo, a Constituição de 1925 continha definições legais desatualizadas, como a identificação da Abecásia como um estado soviético dentro da República Soviética Transcaucasiana. Legalmente, era necessário o voto de dois terços do parlamento para a declaração de independência. Os apoiantes da decisão eram menos, mas ainda uma maioria. A liderança abecásia aparentemente contava com o apoio da Rússia quando começou a desafiar as autoridades georgianas antes da guerra.
A Rússia não alcançou os seus objetivos na Geórgia através do conflito na Ossétia do Sul, que terminou em julho de 1992. O grupo de Ardzinba provavelmente calculou que a reação da Geórgia à declaração de independência da Abecásia seria fraca, devido ao já controlo da Geórgia pela Rússia após o conflito na Ossétia do Sul. Ardzinba provavelmente sentiu-se encorajado pela Rússia quando declarou, no final de julho, que a Abecásia era "forte o suficiente para lutar contra a Geórgia". Os separatistas abecásios tinham um incentivo para a guerra, visando reduzir a população georgiana na Abecásia. Moscovo transferiu armamento pesado do Distrito Militar Transcaucasiano para o governo de Tiblíssi em julho de 1992, de modo a travar a guerra. A perda da Abecásia significaria a perda de uma parte significativa da costa marítima da Geórgia.
Em agosto de 1992, a guerra começou quando a Guarda Nacional da Geórgia entrou na Abecásia para libertar oficiais georgianos capturados, e para reabrir a linha ferroviária. Segundo autoridades georgianas, Ardzinba sabia antecipadamente da mobilização georgiana. Relatos indicam que as tropas abecásias foram as primeiras a abrir fogo. Soldados georgianos avançaram para Sucumi, ocuparam edifícios governamentais e saquearam a cidade. Eduard Shevardnadze, líder da Geórgia, não desejava outro conflito logo após a guerra na Ossétia do Sul, mas teve relutância em condenar o comandante da Guarda Nacional, Tengiz Kitovani, que alegadamente liderou a incursão em Sucumi sem autorização. O governo separatista abecásio recuou para Gudauta, onde se encontrava uma base militar russa. Os militares russos não impediram a travessia da fronteira Rússia-Geórgia por militantes do Cáucaso do Norte para a Abecásia. A 3 de setembro de 1992, Ardzinba reuniu-se com Shevardnadze e o presidente russo Boris Yeltsin em Moscovo. Ardzinba concordou oficialmente com o destacamento de forças georgianas na Abecásia. Contudo, as hostilidades retomaram em breve. A captura de Gagra por Shamil Basayev em outubro de 1992 permitiu que os abecásios controlassem a fronteira com a Rússia. Inicialmente, a cúpula políticoa russa não apoiava o lado abecásio, embora essa posição tenha mudado mais tarde. Alguns indivíduos em círculos políticos russos desprezavam Shevardnadze pelo seu papel na dissolução da União Soviética e, por isso, tomaram o lado abecásio.
Os militares russos deram assistência aos separatistas abecásios.:59:7 Aviões militares russos realizaram ataques aéreos contra georgianos em Sucumi. Um grande número de residentes georgianos da Abecásia não participou nas hostilidades armadas.
As hostilidades armadas na Abecásia continuaram até à negociação de um cessar-fogo com a Rússia em julho de 1993 com o Acordo de Sochi, e com a retirada do armamento georgiano da Abecásia. O ministro da Defesa russo, Pavel Grachev, amigo de Tengiz Kitovani, desempenhou um papel crucial na mediação do cessar-fogo. O acordo de cessar-fogo foi aceite por Shevardnadze para evitar um confronto com a Rússia. A vida normal foi retomada em Sucumi, com o retorno de residentes georgianos. O cessar-fogo foi violado em Setembro daquele ano, quando os abecásios começaram a atacar Sucumi, conquistando a cidade a 27 de setembro. A maioria dos funcionários georgianos no edifício do parlamento foi executada. O exército russo permitiu a violação do cessar-fogo de julho de 1993, pois a Geórgia ainda não se tinha tornado membro da Comunidade de Estados Independentes (CEI).:289 Muitos georgianos morreram enquanto fugiam do ataque abecásio, que resultou na captura da maior parte da Abecásia até ao final de setembro.:7 As baixas totais da guerra atingiram os 20 000 mortos. Segundo algumas estimativas, a população da Abecásia foi provavelmente reduzida de 535 600, antes da guerra, para menos de 150 000 em resultado desta limpeza étnica. Os deslocados internos georgianos provenientes da Abecásia atingiram os 250 000.:43
Uma declaração de independência foi feita pela Assembleia popular da Abecásia a 10 de Fevereiro de 1994, em violação do acordo anterior que previa a realização de um referendo.:46 Uma declaração sobre Medidas para uma Resolução Política do Conflito Georgiano-Abecásio foi adotada a 4 de Abril de 1994. Forças de paz russas sob mandato da CEI chegaram à Abecásia em Maio de 1994.:290 A [Missão de Observação das Nações Unidas na Geórgia]] (UNOMIG) enviou posteriormente os seus monitores.
O alto desfiladeiro do Vale de Kodori (no nordeste da Abecásia) permaneceu fora do controlo do governo separatista abecásio não reconhecido após a guerra.:9

### Os interesses russos
O Cáucaso é, historicamente, uma área  de disputa entre impérios. Tanto tem servido de ponte quanto de barreira para os contatos entre o norte e o sul, e entre o leste e o oeste. A sua localização geopolítica crucial - entre as potências regionais: Rússia, Irão e Turquia - é uma "bênção mista". A Transcaucásia forma uma "zona tampão" entre o Cáucaso do Norte e o Médio Oriente ao sul, fazendo fronteira com a Turquia e o Irão. A importância estratégica da região tornou-a uma permanente preocupação de segurança para a Rússia. Razões económicas significativas, incluindo o acesso a importantes reservas de petróleo, influenciam, por acréscimo, o interesse na Transcaucásia. O seu domínio, de acordo com o académico sueco Svante Cornell, permitiria à Rússia gerir a influência ocidental na Ásia Central, uma área de importância geopolítica. A Rússia travou duas guerras na Chechénia para defender a sua fronteira.
O estado com maior importância geostratégica para a Rússia da região do Cáucaso era a Geórgia. O controlo sobre a Geórgia implica influência estratégica sobre a Eurásia. A Rússia considerava a costa do Mar Negro e a proximidade com a Turquia como atributos estratégicos inestimáveis da Geórgia e via a influência turca como uma ameaça aos seus interesses no Cáucaso. Institutos de segurança russos pós-soviéticos também viam a costa abecásia e as oportunidades comerciais ilícitas proporcionadas pelas desreguladas Abecásia e Ossétia do Sul  como incentivos adicionais para um envolvimento profundo na Geórgia. A Rússia tinha mais interesses investidos na Abecásia do que na Ossétia do Sul, uma vez que a presença militar russa na costa do Mar Negro era vista como vital para a sua influência naquela região. Antes do início dos anos 2000, a Ossétia do Sul foi inicialmente usada como uma ferramenta para manter o controlo sobre a Geórgia. As elites governantes russas já se focavam na Geórgia desde os dias da presidência de Eduard Shevardnadze, a quem culpavam, juntamente com o líder soviético Mikhail Gorbachev, Secretário-Geral do Partido Comunista da União Soviética, e Alexander Yakovlev, Secretário do Comité Central do Partido Comunista da União Soviética, pela dissolução da União Soviética e a perda da sua esfera de influência.  A Rússia esperava usar inicialmente a Ossétia do Sul para manter a Geórgia dentro da União Soviética e mais tarde numa esfera de influência russa.
A Rússia utilizou o esquema de "conflito congelado" ao estabelecer áreas puramente pró-Rússia que poderiam ser controladas com pouca resistência por meio de limpeza étnica e conseguindo obter o status de negociadora, para depois impedir um acordo pacífico e subjugar a Geórgia. No início dos anos 1990, a GRU foi responsável por fornecer armas e instruções militares aos abecásios e ossetas do sul. Segundo uma fonte estónia, o oficial do GRU Anton Surikov (também conhecido como Mansur Nachoev no Norte do Cáucaso) teria sido um dos organizadores da guerra na Abecásia. Surikov também participou da derrubada do primeiro presidente da Geórgia independente, Zviad Gamsakhurdia. O envolvimento da Rússia na Geórgia nos anos 1990 foi um dos primeiros usos das táticas de guerra híbrida, em que as tropas invasoras russas lutavam secretamente nas áreas de conflito e, após a vitória russa, tornavam-se forças de paz. A Rússia retratou os conflitos georgianos como sendo de caráter étnico. A propaganda russa focou-se num suposto "genocídio" perpetrado pela Geórgia contra "pequenas nações" para influenciar a opinião internacional contra a Geórgia. No entanto, a disputa territorial sobre a Abecásia e a Ossétia do Sul é, de fato, um conflito entre a Rússia e a Geórgia.

### Relação entre a Rússia e a Geórgia
Svante Cornell escreve que a Geórgia foi a República transcaucasiana que "sofreu a maior interferência russa nos seus assuntos internos". Em abril de 1989, o exército soviético atacou uma manifestação georgiana que exigia independência em Tiblíssi, matando vários manifestantes. Em novembro de 1989, o Soviete Supremo da Geórgia denunciou a invasão soviética da Geórgia, violando o tratado bilateral de 7 de maio de 1920. A Geórgia declarou a sua restauração da independência a 9 de abril de 1991, tornando-se assim o primeiro estado não báltico da União Soviética a fazê-lo. Desde a independência em 1991, a Geórgia sempre teve relações difíceis com a Rússia. Edward Thomas escreve: "A independência da Geórgia desafiou a capacidade de afirmar a hegemonia russa no Cáucaso." O primeiro governo pró-independência da Geórgia independente durou nove meses antes de ser deposto. A guerra civil georgiana começou,:54 com a Rússia a apoiar tanto Gamsakhurdia quanto a sua oposição.:58

### Outros atores

#### Estados Unidos

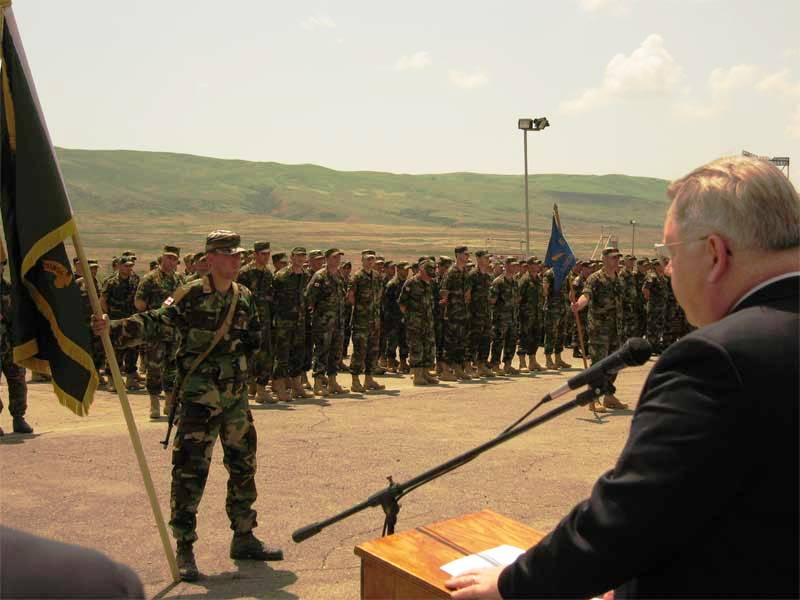
O Embaixador dos EUA John Tefft dirige-se aos formandos georgianos do SSOP em junho de 2007.

O estabelecimento de laços políticos estreitos com a Geórgia, no lugar do confronto desta última com a Rússia, deu aos Estados Unidos a oportunidade de criar um contrapeso à dominação russa no Cáucaso. A Geórgia manteve uma relação próxima com a administração de G.W. Bush. Em 2002, os EUA iniciaram o Programa de Treino e Equipamento da Geórgia para armar e treinar o exército georgiano, e, em 2005, um Programa de Operações de Sustentação e Estabilidade da Geórgia, para ampliar as capacidades das forças armadas georgianas, de modo a sustentar a sua contribuição na Guerra Global contra o Terrorismo.

##### Rotas de energia
Embora a Geórgia não tenha reservas significativas de petróleo ou gás, o seu território inclui uma parte da importante rota de trânsito do oleoduto Baku–Tbilisi–Ceyhan que abastece a Europa, transportando um milhão de barris de petróleo por dia. Rússia, Irão e países do Golfo Pérsico sempre se manifestaram contra a construção do oleoduto BTC. As operações do oleoduto começaram primeiro no Azerbaijão, com o início do enchimento da linha na estação de bombeamento principal no terminal de Sangachal em 10 de maio de 2005. Este foi um fator-chave para o apoio dos Estados Unidos à Geórgia, permitindo ao Ocidente reduzir a sua dependência do petróleo do Oriente Médio, contornando a Rússia e o Irão.

##### Interesses dos EUA/Israel no Irão
O embaixador russo na NAto, Dmitry Rogozin, afirmou que os Estados Unidos teriam planos para usar aeródromos georgianos com o intuito lançar ataques aéreos contra as instalações nucleares do Irão. Segundo Rogozin, a inteligência russa teria obtido informações de que Washington planeava usar a infraestrutura militar georgiana para uma guerra no Irão, afirmando que os EUA já tinham iniciado "preparações militares ativas no território da Geórgia" para o ataque e que a "razão pela qual Washington valoriza tanto o regime de Saakashvili" se deve ao facto de este ter dado permissão aos EUA para usar as suas pistas de pouso.